# بينجامين تيتيح
بينجامين تيتيح (بالإنجليزية: Benjamin Tetteh)‏ (10 يوليو 1997 بأكرا في غانا - ) هو لاعب كرة قدم غاني في مركز الهجوم. لعب مع ستاندارد لييج.

## وصلات خارجية
- بينجامين تيتيح على موقع الاتحاد الأوربي (الإنجليزية)
- بينجامين تيتيح على موقع اتحاد تركيا (لاعب) (الإنجليزية)
- بينجامين تيتيح على موقع قاعدة بيانات كرة القدم.إي يو (الإنجليزية)
- بينجامين تيتيح على موقع ناشيونال فوتبول تيمز (الإنجليزية)
- بينجامين تيتيح على موقع Soccerbase.com (لاعب) (الإنجليزية)
- بينجامين تيتيح على موقع Soccerway.com (الإنجليزية)
- بينجامين تيتيح على موقع عالم كرة القدم.نت (الإنجليزية)